# زملول
الزملول[هل المصدر موثوق به؟] (الاسم العلمي: Exobasidium) هو جنس من الفطريات يتبع فصيلة الزملولية من رتبة الزملوليات.